# ‘En Tir‘an
‘En Tir‘an (hebreiska: עין תרען, En Tir’an) är en källa i Israel.   Den ligger i distriktet Norra distriktet, i den norra delen av landet. ‘En Tir‘an ligger 310 meter över havet.
Terrängen runt ‘En Tir‘an är huvudsakligen kuperad, men åt sydost är den platt. Runt ‘En Tir‘an är det tätbefolkat, med 982 invånare per kvadratkilometer. Närmaste större samhälle är Nasaret, 11,1 km sydväst om ‘En Tir‘an. Trakten runt ‘En Tir‘an består till största delen av jordbruksmark.